# Zhuantan (sockenhuvudort i Kina, Henan Sheng, lat 33,34, long 113,90)
Zhuantan är en sockenhuvudort i Kina. Den ligger i provinsen Henan, i den centrala delen av landet, omkring 160 kilometer söder om provinshuvudstaden Zhengzhou. Antalet invånare är 47 482. Befolkningen består av 23 551 kvinnor och 23 931 män. Barn under 15 år utgör 21,0 %, vuxna 15-64 år 67 %, och äldre över 65 år 10,0 %.
Runt Zhuantan är det tätbefolkat, med 427 invånare per kvadratkilometer. Närmaste större samhälle är Hexing, 14,5 km sydost om Zhuantan. Trakten runt Zhuantan består till största delen av jordbruksmark.
Genomsnittlig årsnederbörd är 968 millimeter. Den regnigaste månaden är juli, med i genomsnitt 178 mm nederbörd, och den torraste är januari, med 9 mm nederbörd.